# Josef Novák (hygienik)
Josef Novák (1. listopadu 1841 Trutnov – 26. března 1886 Praha) byl rakouský hygienik a autor moderní odborné knihy o hygieně v Rakousku.

## Život
Studoval na Vídeňské medicínsko-chirurgické akademii (Josefinum), kde v roce 1866 získal doktorát v oboru medicíny. Pak pracoval v Praze jako vojenský lékař. Po přeložení k 21. pěšímu pluku se stal asistentem Franze Cölestina von Schneidera na katedře chemie v Josefinu. Během této doby se stal členem Rady vojenské hygieny a Inspekce správy vojenských léků. Po zrušení Josefína v roce 1874 vyučoval na Vídeňské univerzitě. V roce 1875 byl jmenován jako první profesor hygieny ve Vídni. V roce 1881 publikoval učebnici hygieny, která je považována v oblasti hygieny za první moderní učebnici v Rakousku.
Po jeho smrti převzal výuku hygieny Florian Kratschmer a od roku 1887 Max von Gruber.

## Publikační činnost
- Lehrbuch der Hygiene, 1881–1883, 2 vydání.
- s Kratschmer, Florian. Analyse der Giesshübler Sauerwässer, 1878. Dostupné online.